# أندرو باول (ممثل)
أندرو باول (بالإنجليزية: Andrew Paul)‏ هو ممثل بريطاني، ولد في 17 مارس 1961 في Mile End ‏ في المملكة المتحدة.

## وصلات خارجية
- أندرو باول على موقع IMDb (الإنجليزية)
- أندرو باول على موقع قاعدة بيانات الفيلم (الإنجليزية)